# Liste des gares de la wilaya de Batna
La liste des gares de la wilaya de Batna, est une liste des gares ferroviaires situées dans la wilaya de Batna, en Algérie.

## Gares ferroviaires dans la wilaya
La wilaya de Batna compte dix gares dont deux gares fermées. Toutes les gares en service sont exploitées par la Société nationale des transports ferroviaires (SNTF).
| Gare                                     | Commune     | Ligne                                     | Remarque    |
| ---------------------------------------- | ----------- | ----------------------------------------- | ----------- |
| Gare de Aïn Touta                        | Aïn Touta   | Aïn Touta à M'Sila El Guerrah à Touggourt |             |
| Gare de Aïn Yagout                       | Aïn Yagout  | El Guerrah à Touggourt                    |             |
| Gare de Barika                           | Barika      | Aïn Touta à M'Sila                        |             |
| Gare de Batna                            | Batna       | El Guerrah à Touggourt                    |             |
| Gare de Djerma                           | Fesdis      | El Guerrah à Touggourt                    |             |
| Gare de Ouled Ammar                      | Ouled Ammar | Aïn Touta à M'Sila                        |             |
| Gare de Seggana                          | Seggana     | Aïn Touta à M'Sila                        | Gare fermée |
| Gare de Tilatou                          | Tilatou     | Aïn Touta à M'Sila                        | Gare fermée |
| Gare de l'Université Hadj Lakhdar        | Batna       | El Guerrah à Touggourt                    |             |
| Gare de l'Université Mostefa Ben Boulaïd | Fesdis      | El Guerrah à Touggourt                    |             |

| \| Batna Aïn Touta Barika Djerma Ouled Ammar Seggana Tilatou Uni. Hadj Lakhdar Uni. Mostefa Ben Boulaïd Aïn Yagout \| Localisation des gares de la wilaya de Batna. |
| Batna Aïn Touta Barika Djerma Ouled Ammar Seggana Tilatou Uni. Hadj Lakhdar Uni. Mostefa Ben Boulaïd Aïn Yagout                                                     |

## Lignes ferroviaires dans la wilaya
La wilaya est traversée par les lignes d'El Guerrah à Touggourt et de Aïn Touta à M'Sila.